# Рафанобрассика
Рафанобрассика (Brassicoraphanus) — межродовые гибриды между капустой (Brassica) и редькой (Raphanus). Выведены советским генетиком и селекционером Георгием Карпеченко в 1927 году.

## История
Эксперименты по скрещиванию капусты и редьки проводились неоднократно (Мишель Сажере фр. Michel Sageret (1826), Джордж Флиппо Граватт (1914), Карпеченко (1924)).
Гаметы этих гибридов не развивались из-за нарушения мейоза, поскольку кариотипы капусты и редьки содержат по 9 пар хромосом (2n=18), которые между собой не гомологичны.
Таким образом, во время мейоза не происходит конъюгации хромосом, и значит первое поколение гибридов оказывалось стерильным.

## Опыты Карпеченко
Георгий Карпеченко поставил задачу вывести капустно-редьковый гибрид, имеющий кочерыжку и корнеплод. Для этого он подверг первое поколение гибрида воздействию низких температур.
У некоторых растений произошло удвоение количества хромосом, и таким образом они стали тетраплоидами (набор хромосом 4n).
У таких растений каждая пара хромосом имела гомологичную пару, поэтому конъюгация хромосом и мейоз были возможны.
Таким образом, был выведен новый вид растений, способный размножаться и самостоятельно существовать.
К сожалению, этот вид не обладал ценными свойствами родительских форм (початка и корнеплода).
Однако эксперимент Карпеченко показал возможные пути эволюции и гибридного видообразования у растений.
Сейчас известно уже много примеров природного гибридного происхождения видов растений.